# Radio eM Kielce
Radio eM Kielce – świętokrzyska stacja radiowa prowadzona przez diecezję kielecką. Jest radiem społeczno-religijnym, dlatego na jego antenie znajdziemy audycje na temat wiary, ale także familijne, społeczne, dotyczące mody, sportu czy historii. W radiu usłyszmy muzykę oldies, polskie i zagraniczne znane przeboje.
Pierwszą siedzibę rozgłośnia miała w Kielcach przy ul. Jana Pawła II 4 w budynku obok Bazyliki katedralnej. W roku 2017 przeprowadziło się na nową lokalizację przy ul. Sienkiewicza 2 do nowoczesnego gmachu.
Radio eM odbierane jest na częstotliwości 107,9 MHz na terenie aglomeracji kieleckiej oraz na 91,8 MHz w okolicach Buska-Zdroju i na Ponidziu, a także na 91,3 MHz w Górach Świętokrzyskich wokół wieży RTCN na Świętym Krzyżu i na 94,4 MHz w Dobromierzu k/Włoszczowy.
Powołane zostało dekretem biskupa kieleckiego Stanisława Szymeckiego 1 stycznia 1993 roku jako Katolickie Radio Jedność. Następnie w roku 1998 przystąpiło do sieci Plus, z której wystąpiło stając się z dniem 1 maja 2014 roku samodzielną rozgłośnią diecezjalną o nazwie Radio eM Kielce.
Radio eM Kielce wydaje też od roku 2008 Tygodnik eM w formie pdf dostępnej na stronie i papierowej dostępnej m.in. w kościołach kieleckich, galeriach handlowych, instytucjach publicznych i kultury, niektórych lokalach usługowych i sklepach.

## Częstotliwości
- 107,9 FM – Kielce/Komin EC – 1kW V (aglomeracja kielecka)
- 91,8 FM – Busko-Zdrój/Błoniec (wieża telefonii komórkowej) – 0,1kW V (południe województwa świętokrzyskiego)
- 91,3 FM – z wieży RTCN Święty Krzyż na terenie Gór Świętokrzyskich i w ich okolicach
- 94,4 FM – na terenie i w okolicach Włoszczowy/Dobromierza

## Programy
- Transmisja Mszy Świętej z Bazyliki Katedralnej (codziennie o 6:30, niedziele o 11:00)
- "Słowo dnia" (komentarz do Ewangelii; codziennie o 7:50 i 19:50)
- "Prawdę mówiąc" (pn. - pt. o 8:40; Katarzyna Bernat)
- "Emisja specjalna" (magazyn reporterów Radia eM Kielce; pn. - pt. między 16:00 a 18:00)
- "Cały ten sport" (audycja z komentarzem do bieżących wydarzeń sportowych; pn. o 20:00; Michał Gajos, Mateusz Żelazny)
- "W starych Kielcach" (audycja historyczna; pn. o 21:00; Małgorzata Cioroch)
- "Tak, wierzę" (audycja o tematyce religijnej; wt. o 20:00; Katarzyna Bernat)
- "Bez tabu" (śr. 20:00, Wojciech Cechowski)
- "Od nowa" (śr. 21:00; Mateusz Żelazny)
- "Historia na fali" (audycja historyczna; czw. 20:00, Katarzyna Bernat)
- "Pacjent, którego nie zapomnę" (audycja o tematyce medycznej, czw. 21:00)
- "Pasjonaci" (rozmowa na temat pasji z zaproszonymi gośćmi, pt. 20:00, ks. Marian Fatyga)
- "Radiowy kurs małżeński" (audycja o relacjach małżeńskich)
- "Na 4 łapy" (audycja o zwierzętach, Małgorzata Cioroch)
- "Taka moda i uroda" (audycja o nowych trendach w szeroko rozumianej modzie damskiej, śr. 14:00, Małgorzata Cioroch)
- "Salon dziennikarski" (audycja z komentarzem politycznym do bieżących wydarzeń w kraju i za granicą)
- "Piąta strona świata" (audycja podróżnicza, rozmowa z ciekawymi gośćmi, so.14:15, Michał Łosiak)
- "Weekend z blondynką" (audycja o i dla kobiet, so. 16:00, Małgorzata Cioroch)
- "Koncert życzeń" (telefoniczne życzenia słuchaczy, nd. 13:00; Piotr Zawadzki, Ewelina Srokosz)
- "Dzieciaki cudaki" (audycja i rozmowy z najmłodszymi na często trudne ale zawsze ciekawe tematy, so. 9:00, Przemysław Krystian)
- "Puls Kościoła kieleckiego" (audycja na temat wydarzeń diecezjalnych, nd. 10:00)
- "Lista z mocą" (muzyka chrześcijańska, nd. 19:00)
- "Bardzo dobry wieczór" (audycja muzyczna, nd. 20:00; ks. Paweł Rej)
- Codzienne konkursy z nagrodami
- Transmisje meczów Korona Kielce oraz Industria Kielce